# Moorim School
Moorim School (hangul: 무림학교; rr: Murimhakgyo) é uma série de televisão sul-coreana estrelada por Lee Hyun-woo, Lee Hong-bin, Seo Yea-ji e Jung Yoo-jin. Foi ao ar de 11 de janeiro à 08 de março de 2016 pela KBS2 a cada segunda e terça-feira às 21:55 KST. O drama gira em torno do misterioso Instituto Moorim que ensina suas virtudes aos alunos, incluindo a honestidade, fé, sacrifício e comunicação. Os professores e alunos da escola vêm de diferentes países e cada um tem suas próprias histórias.

## Enredo
Yoon Shi-woo (Lee Hyun-woo) é o líder do grupo de ídolos sul-coreano 'Mobius', e também é um órfão com quase nenhum lembrança de seu passado ou verdadeira identidade. Sua ascensão na popularidade e fama o fez tornar-se arrogante e espinhosa por natureza, mas ele tem um problema sério: ele está sofrendo de perda auditiva dolorosa que os médicos não têm sido capazes de identificar ou curar. A única esperança possível vem de uma fã chamada Hwang Sun-ah (Jung Yoo-jin) que lhe disse para ir para o Instituto Moorim. O CEO de Shi-woo tenta se livrar dele enquadrando-o em um escândalo com um ídolo rookie feminino. Como o público começa a odiá-lo, ele decide ir para o Instituto, no final, na esperança de que seja curado.
Wang Chi-ang (Lee Hong-bin) é o filho de Wang Hao, o presidente de um dos maiores grupos empresariais da China, em Xangai. Mimado e egoísta, ele age como se fosse o dono do mundo, mas esconde suas próprias feridas; ele é um filho ilegítimo que nasceu de uma mãe coreana. O pai de Chi-ang também quer que ele vá para o Instituto Moorim, mas Chi-ang se recusa a ir até que ele conheça Shim Soon-deok (Seo Yea-ji), uma doce e confiante jovem que trabalha duro em vários empregos para cuidar de seu pai cego. Completamente encantado por ela, ele concorda com os desejos de seu pai quando descobre que ela secretamente estar no Instituto Moorim.
Os rapazes são forçados a dividir um quarto e eles instantaneamente gostam um do outro, eles se envolvem em várias disputas o tempo todo. Com o tempo, no entanto, seu relacionamento não melhora como eles gradualmente se aproximam e aprendem mais sobre o outro.
O Instituto Moorim não está focado apenas em resultados acadêmicos elevados. A escola ensina suas virtudes aos alunos, incluindo a honestidade, fé, sacrifício e comunicação. Os professores e alunos vêm de diferentes países e cada um tem suas próprias histórias para contar. A escola está localizada em uma parte segregado na floresta e é protegido por um selo especial para evitar invasão de estranhos, até que este selo é inesperadamente rompido quando Chi-ang e Shi-woo estavam tentando encontrar o seu caminho para a escola.
Todo mundo tem um segredo a esconder, e depois de certos acontecimentos anômalos na escola que leva os alunos a acreditar que a escola tem seus próprios mistérios, eles estão convencidos de que envolve Dean Hwang, que é um enigma para começar. E todos esses incidentes peculiares que possuem grande perigo para a segurança dos estudantes estão de alguma forma relacionados com a Chintamani, que, quando em posse, a pessoa atinge um pujante e formidável poder que lhe permite controlar o mundo.
Como os meninos (Chi-Ang e Shi-woo) crescem em caráter e força, eles descobrem que há mais para ambos do que as aparências sugerem: especialmente Shi-woo, cuja perda auditiva parece esconder poderes estranhos e originais e depois de várias ocorrências estranhas na escola, ele é levado a acreditar que seu passado é a causa. Com isso, ele pretende descobrir sua verdadeira identidade, e como o seu passado como uma criança poderia ter afetado seus impasses atuais.
Em meio a tudo isso uma rivalidade inevitável se desenvolve entre Chi-ang e Shi-woo, sendo competitivos, lutam constantemente para ser o melhor. Isto, também, envolve o seguimento de Soon-deok, que ambas as partes estão interessados.

## Elenco

### Principal
- Lee Hyun-woo como Chae Joon/Yoon Shi Woo
- Lee Hong-bin como Wang Chi-ang [3][4]
- Seo Yea-ji como Shim Soon-duk
- Jung Yoo-jin como Chae Young/Hwang Seon Ah

### Estudantes
- Alexander Lee Eusebio como Yub Jung

Yub Jung é tão misterioso quanto hipócrita, pensando que é melhor do que todos os outros, ele se concentra mais em seus estudos ao invés de ser amigo de alguém na escola. Seu comportamento é mais tarde revelado a partir de suas inseguranças com sua família, especialmente com seu irmão mais velho.
- Han Geun-sub como Choi Ho

Choi Ho é um estudante de baixa classificação que deseja se tornar o número um e faria qualquer coisa para se tornar o número um.
- Park Sin-woo as Ko Sang-man
- Supasit Chinvinijkul (Pop) como Nadet

Com um QI de 160, Nadet é o gênio científico de estudantes no Moorim Institute e tem um interesse na tecnologia state-of-the-art, incluindo drones, que ele usa para espionar os acontecimentos em torno da escola.
- Z.Hera como Jenny Oh
- Shannon Williams como Shannon
- Han Jong-yeong como Dong-gu

Dong-gu é um dos meninos mais jovens da escola e também é hábil em Kendo.

### Funcionários
- Shin Hyun-joon como Hwang Moo-song

O secretário de Moorim Institute. No primeiro episódio de Moorim School, ele mostrou sua habilidade de invocar um nevoeiro para escondê-lo longe dos caçadores. Ele também deu a entender que pode realizar certo tipo de magia para criar um selo para disfarçar o Instituto, tornando impossível para que qualquer pessoa de fora posso invadir o Instituto Moorim, até Shi-woo e Chi-ang inconscientemente quebrar o selo pela primeira vez da escola.
- Jang Gwang com oBub Gong

Professor do Instituto Moorim Zen.
- Jung Hee-tae como Kim Dae-ho

Professor de culinária e saúde.
- Kan Mi-youn como Yoo-di

Professora de dança e esportes.
- Daniel Lindemann como Daniel

Professor responsável pela supervisão de cortesia, organizando discussão e ensinar Hapkido.
- Sam Okyere como Sam

Agente de segurança e gerente de dormitório.

### Juk Poong Party
- Shin Sung-woo como Chae Yoon

É o pai biológico de Hwang Seon Ah e Yoon Shi Woo, e foi/é o melhor amigo de Hwang Moo-sung, mas Chae Yoon teve um mal-entendido sobre Hwang Moo-sung no passado. Ele é um mestre das artes marciais e é a única pessoa que é capaz de dominar um poder chamado, "Gi Chae Sool", é um poder usado para proteger a si mesmo e aos outros que ele se preocupa. Outra pessoa que tomou após ele é seu filho biológico, Chae Joon (aka Yoon Woo Shi), que nasceu com o mesmo poder de seu pai. Ele estava em coma há mais de 18 anos com uma memória nebulosa de seu passado.
- Sarinpat Limpornkrittiwong (Nannan) como Luna
- Kim Shin como secretário Chang
- Jeong Won-jung como Park Tae-sung/Juk Poong

Um alto membro da Associação Internacional Moorim. Ele alertou Chae Yoon sobre confiar em seu amigo Hwang Moo-sung, o que levou aos eventos de 18 anos antes. Mais tarde revelou ser o líder do Juk Poong que não queria nada, mas o poder do Cintamani.

### Secundário
- Lee Moon-sik como Shim Bong-san

Pai de Shim Soon-duk. Depois de perder a visão em um acidente há dezoito anos, Shim Bong-san se mudou para o campo para viver tranquilamente. Por alguma razão, ele continua alertando Soon-duk para não se aproximar do Moorim Institute.
- Hong Ji-min como Ko Bang-duk

É a madrasta de Soon-duk, profundamente cuidadosa com Soon-duk e seu pai. Governanta da mãe Wang Chi-ang.
- Hwang In-young como Kang Baek-ji

A mãe coreana de Wang Chi-ang e concubina de Wang Hao.
- Lee Beom-soo como Wang Hao

O Presidente de um dos maiores grupos empresariais de Xangai, e pai de Wang Chi-ang. Ele tem algumas profundas ligações com o Moorim Instituto; 3 anos antes, Wang Hao reuniu-se com Park Tae-sung que sabe quem é Juk Poong, bem como sua busca pelo Cintamani. Revelando que ele quer o Chintamani, ele chegam a um acordo: Wang Hao vai ajudar na busca de Juk Poong para a chave do Chintamani, o grupop de Shanghai investiu no Instituto Moorim como seu benfeitor, bem como o envio de Chi-ang para Moorim sob o pretexto de finalmente deixar Kang Baek-ji viver na China como sua esposa.
- Kim Dong-wan (participação) como Kang Tae-oh

Um aluno do Instituto Moorim: o aluno top 1 e sucessor pretendido da Associação Internacional Moorim, mas desistiu no último minuto. Atualmente vivendo como um mestre de taekwondo ensinando jovens estudantes, quando foi convidado pelo Instituto Moorim por sua competição anual.

## Trilha sonora
A trilha sonora de Moorim School foi lançada em quatro partes. Ela apresenta as principais músicas-tema "Alive" e "The King" por VIXX, também inclui "One Thing" por Lee Hyun-woo e "When I See You" por Ken.
| Moorim School OST Part. 1 |                           |                               |         |  |
| N.º                       | Título                    | Artista                       | Duração |  |
| 1.                        | "Alive"                   | VIXX                          | 5:08    |  |
| 2.                        | "나답지 않게" (Unlike Me) | 지헤라 (Z.Hera) 려진 (Ryujin) | 3:42    |  |
| 3.                        | "Fighting"                | 원택 (1 Take)                 | 3:18    |  |
| 4.                        | "RUN"                     | 하성 (Haseong)                | 3:18    |  |

| Moorim School OST Part. 2 |                   |                  |         |  |
| N.º                       | Título            | Artista          | Duração |  |
| 1.                        | "Hey Girl"        | 비아이지 (B.I.G) | 3:28    |  |
| 2.                        | "중독" (Addicted) | 테이크 (Take)    | 3:40    |  |
| 3.                        | "Fire"            | Hani             | 3:47    |  |
| 4.                        | "The King"        | VIXX             | 3:29    |  |

| Moorim School OST Part. 3 |             |              |         |  |
| N.º                       | Título      | Artista      | Duração |  |
| 1.                        | "One Thing" | Lee Hyun-woo | 3:50    |  |

| Moorim School OST Part. 4 |                                            |                        |         |  |
| N.º                       | Título                                     | Artista                | Duração |  |
| 1.                        | "그댈 보면" (When I See You) (Male Ver.)   | Ken                    | 4:00    |  |
| 2.                        | "그댈 보면" (When I See You) (Female Ver.) | 천가연 (Cheon Ga-yeon) | 4:00    |  |

## Classificações
Inicialmente prevista para vinte episódios, a série foi cortada em sua terceira semana para dezesseis por causa da baixa audiência.
※ Os números azuis representam as mais baixas classificações e os números vermelhos representam as classificações mais elevadas.
| Episódio # | Data de transmissão original | Audiência média | Audiência média              | Audiência média | Audiência média              |
| Episódio # | Data de transmissão original | TNmS Ratings    | TNmS Ratings                 | AGB Nielsen     | AGB Nielsen                  |
| Episódio # | Data de transmissão original | Em todo o país  | Região Metropolitana de Seul | Em todo o país  | Região Metropolitana de Seul |
| ---------- | ---------------------------- | --------------- | ---------------------------- | --------------- | ---------------------------- |
| 1          | 11 de janeiro de 2016        | 5.4%            | %                            | 5.1%            | 4.8%                         |
| 2          | 12 de janeiro de 2016        | 5.2%            | 6.2%                         | 4.0%            | 3.8%                         |
| 3          | 18 de janeiro de 2016        | 4.9%            | %                            | 3.7%            | 3.5%                         |
| 4          | 19 de janeiro de 2016        | 5.1%            | %                            | 4.4%            | 4.2%                         |
| 5          | 25 de janeiro de 2016        | 4.7%            | %                            | 3.5%            | 3.3%                         |
| 6          | 26 de janeiro de 2016        | 4.4%            | 4.5%                         | 3.8%            | 3.6%                         |
| 7          | 1 de fevereiro de 2016       | 4.0%            | 4.0%                         | 3.5%            | 3.3%                         |
| 8          | 2 de fevereiro de 2016       | 3.9%            | %                            | 3.3%            | 3.0%                         |
| 9          | 15 de fevereiro de 2016      | 3.2%            | %                            | 3.4%            | 3.1%                         |
| 10         | 16 de fevereiro de 2016      | 3.8%            | %                            | 3.4%            | 3.2%                         |
| 11         | 22 de fevereiro de 2016      | 3.7%            | %                            | 2.6%            | 2.5%                         |
| 12         | 23 de fevereiro de 2016      | 3.9%            | %                            | 3.2%            | 3.0%                         |
| 13         | 29 de fevereiro de 2016      | 3.4%            | %                            | 3.2%            | 2.9%                         |
| 14         | 1 de março de 2016           | 3.4%            | %                            | 2.8%            | 2.6%                         |
| 15         | 7 de março de 2016           | 3.4%            | %                            | 2.8%            | %                            |
| 16         | 8 de março de 2016           | 4.3%            | %                            | 3.7%            | %                            |
| Média      | Média                        | 4.1%            | %                            | 3.5%            | %                            |

## Transmissão internacional
- Na Singapura, o drama estava disponível para transmissão no Viu com legendas em inglês e chinês. Cada episódio estava disponível oito horas após a transmissão original coreana.[15]
- A série foi ao ar uma semana após a primeira transmissão na KBS World com legendas em inglês.